# Cubocephalus femoralis
Cubocephalus femoralis là một loài tò vò trong họ Ichneumonidae.